# En viss Herr Gran
En viss herr Gran är en tysk thrillerfilm från 1933, regisserad av Gerhard Lamprecht. Hans Albers gör filmens huvudroll som hemlig agent på uppdrag i Italien.

## Rollista
- Hans Albers - "Herr Gran", agent
- Albert Bassermann - Tschernikoff
- Rose Stradner - Bianca Tschernikoff
- Walter Rilla - Pietro Broccardo
- Karin Hardt - Viola Dolleen
- Olga Tjechova - Frau Mervin, spion
- Hubert von Meyerinck - Gordon
- Hermann Speelmans - Nica
- Hans Deppe - Rossi
- Fritz Odemar - sorgsen herre